# Hulstkampgebouw
Het Hulstkampgebouw is een rijksmonument aan de Maaskade in Rotterdam. Het is een gezichtsbepalend pand aan de noordzijde van het Noordereiland. De Rotterdamse architect Jacobus Pieter Stok ontwierp het in 1889 in neorenaissancestijl. Kenmerkend is het gebruik van rode baksteen, versierd met witte banden en ornamenten.

## Geschiedenis
Opdrachtgever tot de bouw was de firma Laming & Sons, die het gebouw in 1895 betrok. Het diende als margarine- en kaasfabriek met kantoor, woonhuis en opslagplaats. Na het faillissement van dit bedrijf werd het van 1919–1972 eigendom van de firma Hulstkamp & Zoon & Molijn die er een distilleerderij vestigde voor jenever. Bij de aanval op Rotterdam in mei 1940 werd dit gebouw als een van de eerste door Duitse militairen bezet. In 1979 kwam het gebouw leeg te staan. Van 1980 tot 1995 was er het Mariniersmuseum gevestigd.
Na renovatie van het kantoorgebouw en sloop van de distilleerderij werd het pand een bedrijfsverzamelgebouw annex feest- en congrescentrum. In de centrale expeditieruimte werden galerijen aangebracht en de voormalige opslagruimtes werden omgebouwd tot kantoorruimtes. Beneden bevinden zich vijf zalen en in het centrale deel is een wintertuin met glazen dak. In sommige zalen zijn de oorspronkelijke staalconstructies zichtbaar.